# Dolores Hitchens
Julia Clara Catharine Dolores Birk Olsen Hitchens, meglio nota come Dolores Hitchens (San Antonio, 25 dicembre 1907 – San Antonio, 1º agosto 1973), è stata una scrittrice statunitense.
Scrisse numerosi romanzi dal 1938 fino alla sua morte. Collaborò con Bert Hitchens, creando la firma B. & D. Hitchens; nella produzione singola utilizzò i nomi Dolores Hitchens e D. B. Olsen.

## Opere

### Come Dolores Hitchens

#### Serie dei mysteries di Jim Sader
- Sleep with Strangers (Doubleday: The Crime Club, 1955; in U.K., London: Macdonald, 1956)
- Sleep with Slander (Doubleday, 1960; in UK: London: T.V. Boardman & Co., 1961, American Bloodhound Mystery no. 345)

### Come Bert e Dolores Hitchens
- Scalo est (F.O.B. Murder, 1955), trad. di Ninì Boraschi, Il Giallo Mondadori n.466, Milano, Mondadori, gennaio 1958.
- Il gatto e il topo, (One-Way ticket, 1956), traduzione di Silvia Albini, Il Giallo Mondadori n.518, Milano, Mondadori, gennaio 1959.
- Rapido per l'aldilà, (End of Line, 1957), traduzione di Maria Luisa Ferr, Il Giallo Mondadori n.525, Milano, Mondadori, novembre 1959; I Classici del Giallo Mondadori n.1282, Milano, Mondadori, ottobre 2011.
- The Man Who Followed Women (Doubleday, 1959; in UK: 1960, American Bloodhound no. 332)
- Fino alla strage (The Grudge, 1963), traduzione di Fluffy Mella Mazzucato, Il Giallo Mondadori n.838, Milano, Mondadori, febbraio 1965.

#### Romanzi stand-alone
- Stairway to an Empty Room (Doubleday, 1951)
- Nets to Catch the Wind (Doubleday, 1952) — anche col titolo Widows Won't Wait (NY: Dell Publishing, 1954)
- Terror Lurks in Darkness (Doubleday, 1953)
- Beat Back the Tide (Doubleday, 1954; in UK: Macdonald, 1955 — abbreviato col titolo The Fatal Flirt (NY: Joseph W. Ferman, Bestseller mystery no. 184)
- È notte e viene l'alba (Fool's Gold, 1958); in UK: 1958, American Bloodhound no. 234), Il Gialloromanzo n.5, Milano, Atena, 1960.
- Il boia viene pregando (The Watcher, 1959; in UK: 1959, American Bloodhound. no. 279), trad. di Hilia Brinis, Il Giallo Mondadori n.668, Milano, Mondadori, novembre 1961.
- Troppo tardi per morire (Footsteps in the Night, 1961); in UK: 1961, American Bloodhound no. 366), trad. di Lydia Lax, La Tecnografica, 1964.
- Alta tensione (The Abductor, 1962; in UK: 1962, American Bloodhound no. 385), Milano, Mondadori, 1963.
- The Bank with the Bamboo Door (Simon & Schuster, 1965; in UK: 1965, American Bloodhound no. 504)
- Il più antico movente del mondo (The Man Who Cried All the Way Home, 1966; in UK: London: Robert Hale, 1967), trad. di Hilia Brinis (copertina di Carlo Jacono), Il Giallo Mondadori n.985, Milano, Mondadori, dicembre 1967.
- Postscript to Nightmare, G. P. Putnam's Sons, 1967, ISBN 0-399-10647-2; in UK col titolo Cabin of Fear, Michael Joseph, 1968.
- A Collection of Strangers, Putnam, 1969, ISBN 2-7201-0046-3; in UK col titolo Collection of Strangers, Macdonald, 1970.
- Qualcuno ha tradito (The Baxter Letters, 1971; in UK, 1973), trad. di Bruno Just Lazzari, Il Giallo Mondadori n.1236, Milano, Mondadori, 1972.
- In a House Unknown, Doubleday, 1973, ISBN 0-385-03265-X; in UK: Hale, 1974.

#### Teatro
- A Cookie for Henry: one-act play for six women, NY: Samuel French, 1941, come Dolores Birk Hitchens

### Come Dolores Birk Olsen

#### Serie dei mysteries di Rachel Murdock
- La gatta ha visto tutto (The Cat Saw Murder, 1939), traduzione di Chiara Rizzuto, Introduzione di Joyce Carol Oates, Collana La memoria n.1285, Palermo, Sellerio, 2023, ISBN 978-88-389-4593-9.
- La gatta ha dato l'allarme (The Alarm of the Black Cat, 1942), traduzione di Chiara Rizzuto, Collana La memoria n.1309, Palermo, Sellerio, 2024, ISBN 978-88-389-4682-0.
- La gatta ci ha messo lo zampino (Catspaw for Murder, 1943, anche col titolo Cat's Claw), traduzione di Chiara Rizzuto, Collana La memoria n.1349, Palermo, Sellerio, 2025, ISBN 978-88-389-4848-0.
- The Cat Wears a Noose (Doubleday, 1944)
- Cats Don't Smile (Doubleday, 1945)
- Cats Don't Need Coffins (Doubleday, 1946)
- Cats Have Tall Shadows (Ziff-Davis Publishing Company, 1948)
- The Cat Wears a Mask (Doubleday, 1949)
- Death Wears Cat's Eyes (Doubleday, 1950)
- Il gatto e il capricorno (The Cat and the Capricorn, 1951), trad. di Fluffy Mella Mazzuccato, Collana Il girasole n.9, Milano, Mondadori, 1954.
- The Cat Walk (Doubleday, 1953)
- Death Walks on Cat Feet (Doubleday, 1956)

#### Serie dei mysteries del Prof. A. Pennyfeather
- Shroud for the Bride (Doubleday, 1945); anche col titolo Bring the Bride a Shroud
- Gallows for the Groom (Doubleday, 1947)
- Devious Design (Doubleday, 1948)
- Something About Midnight (Doubleday, 1950)
- Love Me in Death (Doubleday, 1951)
- Oltre la morte (Love Me in Death, 1951), trad. di Adriana Pellegrini Nuvoletti, Collana Il girasole n.28, Milano, Mondadori, 1955.
- Enrollment Cancelled (Doubleday, 1952); anche col titolo Dead Babes in the Wood

#### Serie dei mysteries del Lt. Stephen Mayhew
- The Clue in the Clay (New York: Phoenix Press, 1938) [primo libro pubblicato in assoluto dall'autrice; NY: Bartholomew House, 1946, A Bart House Mystery no. 35]
- Death Cuts a Silhouette (Doubleday, 1939)
- The Ticking Heart (Doubleday, 1940)

### Come Dolan Birkley
- Blue Geranium (Bartholomew House, 1944)
- The Unloved (Doubleday, 1965)

### Come Noel Burke
- Shivering Bough (E. P. Dutton, 1942)